# Sziklák szeme 2.
A Sziklák szeme 2. (eredeti cím: The Hills Have Eyes 2) 2007-ben bemutatott amerikai horrorfilm, melyet Wes Craven és Jonathan Craven forgatókönyvéből Martin Weisz rendezett, a 2006-os Sziklák szeme folytatásaként. A főbb szerepekben Michael McMillian, Jacob Vargas, Flex Alexander és Jessica Stroup látható.
Az Amerikai Egyesült Államokban 2007. március 23-án mutatták be a mozikban, negatív kritikai fogadtatás mellett. 

## Cselekmény
Egy fogságban lévő nőt mutáns gyermekek szaporítására kényszerítenek. Ő azonban nem tud egészséges utódokat szülni és egy halva született gyermeket hoz a világra. A 16-os szektornak nevezett új-mexikói sivatagban található nukleáris kísérleti faluban élő mutáns klán vezetője, Hádész papa megöli. Az első film eseményeit követően az Egyesült Államok Védelmi Minisztériuma hadsereget küld a helyszín elfoglalására és a mutáns klán maradék tagjainak kiirtására. Lincoln Redding ezredest és egy tudóstriót, akik azon a területen megfigyelőrendszer telepítésén dolgoznak, megtámadják a mutánsok.
Jeffrey "Sarge" Millstone őrmester vezetésével a kiképzés alatt álló nemzeti gárdisták egy csoportját küldik a sivatagba, hogy utánpótlással lássák el a tudósokat. A mutánsok támadása után elhagyatottan találják a tábort. A katonák egy gyenge segélyhívást észlelnek, így az őrmester kereső- és mentőakciót szervez a hegyekben. Napoleon és Amber a táborban maradnak, megtalálják és kihozzák az egyik eltűnt tudóst a tábor hordozható toalettjéből, de ő meghal, mielőtt figyelmeztetni tudná őket a veszélyre. Ekkor megtámadják őket a mutánsok, elpusztítják a járművüket és ellopják fegyvereiket, így kénytelenek a hegyekbe menekülni, hogy figyelmeztessék a többieket. A keresőcsapatra rátámadnak a mutánsok; Mickey-t berántják egy lyukba, és Döfő megöli, Sarge-ot pedig egy Nyálgép gúnynévre hallgató társa lövi le véletlenül, mielőtt Napoleon és Amber ismét csatlakozna a csapathoz. Nyálgép is meghal, amint az egyik mutáns szabotálja a hegymászó felszerelését, miközben a többiek megpróbálják lejuttatni a hegyről. A megmaradt felszerelésüket ellopják, így kénytelenek más menekülési módot keresni. 
A túlélő katonák rövidesen megtalálják a halálosan megsebesült Reddinget, aki a mutáns támadástól teljesen megtébolyodott. Figyelmezteti őket, hogy a mutánsok nőket ejtenek foglyul szaporodás céljából. Mielőtt öngyilkosságot követne el, megmutatja a bányajáratokon keresztül vezető menekülési útvonalat. A csoport megöli Döfőt, Missy-t elfogja és a bányabarlangba viszi Kaméleon, ezzel a nő megmentésére kényszerítve a csapatot. Tuskó magára hagyja a csoportot és egyedül menekül tovább, azonban Letch üldözőbe veszi és megöli, miközben megpróbál lemászni a hegyről. Hangyástól és Delmartól különválva Napoleon és Amber keresztezik útjukat Kaméleonnal, akit sikerül megölniük. Miközben Szimatoló elől menekülnek, megmenti őket egy Hansel nevű, békés mutáns. Szimatoló összefut Hangyással és Delmarral, utóbbit súlyosan megsebesíti a csapat egyik M4-esével, megtorlásul Hangyás végez vele. Hansel elvezeti őket a kijárathoz, Delmar viszont belehal a sebeibe, amint a bánya kijáratához érnek. Napoleon összefog Amberrel, Missy megmentésére. Hangyás megpróbálja kinyitni a biztonsági ajtót, de meghal, amikor egy magával vitt láda dinamit véletlenül felrobban.
Megölik Letch-et, Napoleon és Amber pedig megkeresik Missy-t, akit Hádész papa brutálisan megerőszakol. Miután elterelik a figyelmét, sikerül kiszabadítaniuk a lányt, de Hádész rövidesen visszatér és megtámadja őket, míg végül egy kegyetlen küzdelemben a trió megfékezi és bajonettjével megöli a mutáns vezért. A túlélők a bánya elhagyására készülnek, miközben egy ismeretlen mutáns figyeli őket a megfigyelőberendezésüket használva.

## Szereplők
| Színész            | Szerep                   | Magyar hang         |
| ------------------ | ------------------------ | ------------------- |
| Michael McMillian  | David "Napoleon" Napoli  | Dévai Balázs        |
| Jessica Stroup     | Amber "Barbie" Johnson   | Kovács Patrícia     |
| Jacob Vargas       | Carlos "Hangyás" Medina  | Elek Ferenc         |
| Eric Edelstein     | Gilbert "Nyálgép" Cole   | Anger Zsolt         |
| Reshad Strik       | Michael "Mickey" Elrod   | Földi Tamás         |
| Ben Crowley        | Scott "Tuskó" Locke      | Fenyő Iván          |
| Flex Alexander     | Jeff "Sarge" Millstone   | Barabás Kiss Zoltán |
| Lee Thompson Young | Delmar "Del" Reed        | Betz István         |
| Daniella Alonso    | Marisol "Missy" Martinez | Bognár Anna         |
| Jeff Kober         | Lincoln Redding ezredes  | Németh Gábor        |
| Jay Acovone        | Wilson                   | Borbiczki Ferenc    |

Mutánsok
| Színész              | Szerep      | Magyar hang |
| -------------------- | ----------- | ----------- |
| Michael Bailey Smith | Hádész papa |             |
| Derek Mears          | Kaméleon    |             |
| Szabó Gáspár         | Szimatoló   |             |
| Tyrell Kemlo         | Döfő        |             |
| Jason Oettl          | Letch       |             |
| David Reynolds       | Hansel      |             |

## Bemutató
A Sziklák szeme 2. 2007. március 23-án került a mozikba. 2007. július 17-én jelent meg DVD-n a 20th Century Fox Home Entertainment forgalmazásában. Több mint 30 millió dollárt hozott a hazai DVD-eladásokból, összesen 67 915 885 dollárt.

## Fordítás
- Ez a szócikk részben vagy egészben  a   The Hills Have Eyes 2 című angol Wikipédia-szócikk fordításán alapul.  Az eredeti cikk szerkesztőit annak laptörténete sorolja fel. Ez a jelzés csupán a megfogalmazás eredetét és a szerzői jogokat jelzi, nem szolgál a cikkben szereplő információk forrásmegjelöléseként.